# Влащинці

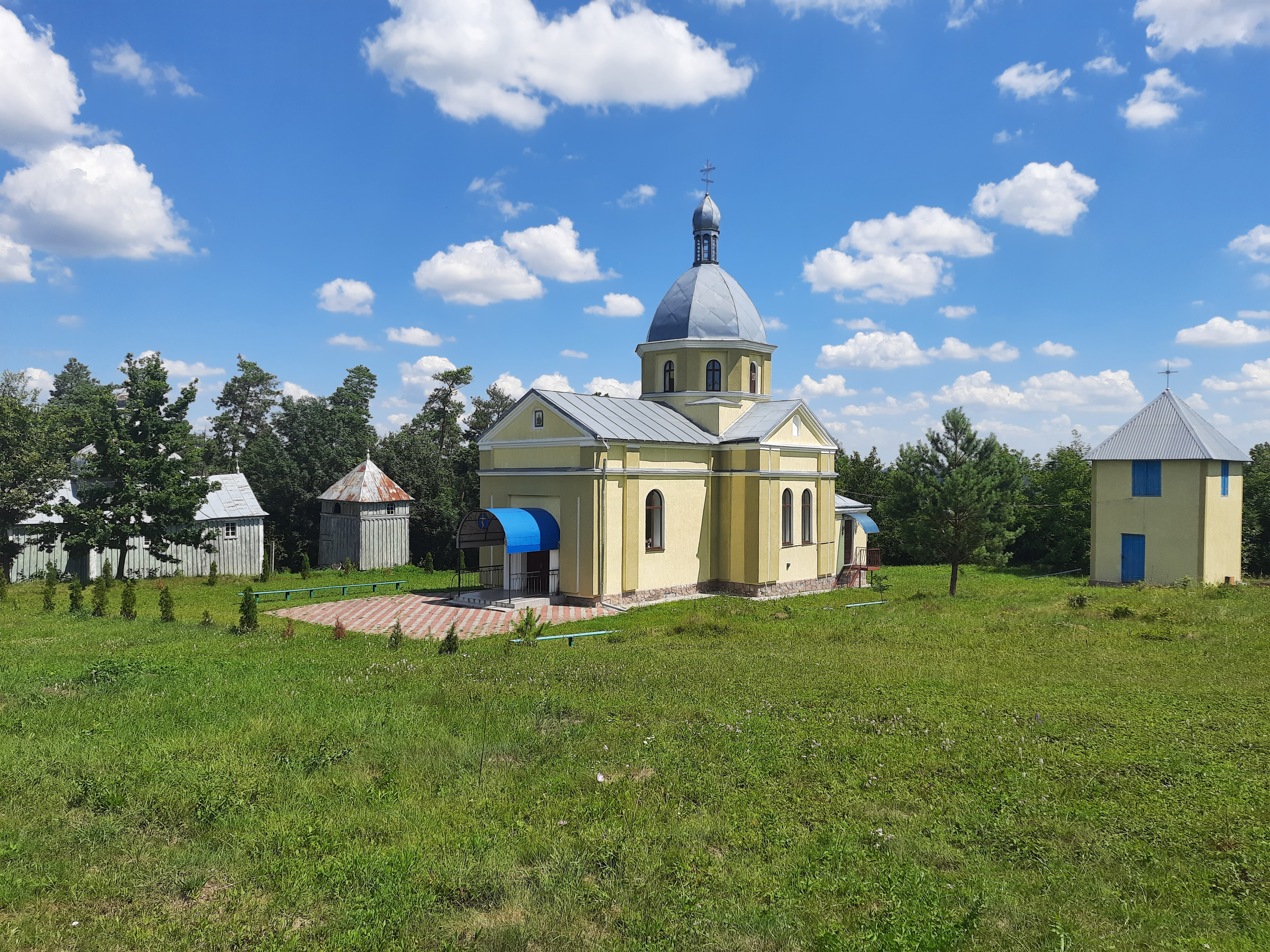
Церква Святого Архістратига Михаїла. Фото - Вадим Чашкін.

Вла́щинці — село в Україні, у Лановецькій міській громаді Кременецького району Тернопільської області. Розташоване на річці Жирак, на південному сході району. До 2020 - центр сільради. 
Населення — 220 осіб (2017).

## Історія
Згідно архівними даними та за спогадами старожителів П. А. Дрозда і Г. А. Бендерської, перші відомості про село датуються 1463  роком, як власність князів Збаразьких. З 1529 року по 1541 рік належало князям Порицьким. Тоді воно називалося Улашківці. У 1613 році його дотла спалили татари. Знову в писемних джерелах населений пункт згадується вже в 1760 році. У статистичних описах Н. З. Теодоровича Влащинці зазначаються як володіння польського[джерело?] поміщика Івана Мукасевича. Згодом село належало князю Михайлу Вишневецькому.
На початку XVII століття сюди вкотре вторглася татарська орда, яка спалила Влащинці та Білку, що знаходились неподалік Чорного й Чумацького шляхів, котрими татари зазвичай діставались до наших країв.
У першій половині XVII століття Влащинці входили до складу Вишгородоцької волості Кременецького повіту.
Існує кілька версій щодо походження назви села. За однією, тут проживав пан Влас, котрий володів усіма навколишніми землями та лісом. За іншою — свою назву село отримало від місцезнаходження, адже воно розташоване в долині (в лощині). Ще одна версія пов'язує назву населеного пункту з ліщиною, якої росло чимало в навколишньому лісі.
У 1759 році в селі була корчма, її тримав єврей, його прізвище невідоме.
У 1773 році була збудована дерев'яна церква, тоді ж біля неї був двір священника. Згодом 18 листопада 2008 року постала нова кам'яна церква Святого Архістратига Михаїла.
1886 р. в селі відкрито церковно-парафіяльну школу. 
У 1888 році в селі нараховувалось 98 дворів, проживало 779 чоловік, на кінець 
У 1915 році за кошти мільйонера Копейкіна розпочалось будівництво залізниці, до якого залучалось і місцеве населення, адже в період війни залізнична ділянка Ланівці — Збараж набула особливого значення. Цікаво, що залізнична дорога спочатку мало проходити через сусіднє село Вишгородок, але євреям, які проживали до війни у Вишгородку вона була «невигідна», і ті, за відповідну плату, домовились з проектантами, щоб залізницю проклали по околицях Влащинець. Проте назва залізничної станції «Вишгородок» збереглася.
У 1920–1930-х рр. діяла філія товариства «Просвіта», при ній – мішаний хор під орудою Галини Тичинської.
У 1930-і рр. під керівництвом сільського старости Уляна Саланди розпочато будівництво школи.  Навчання в ній було безкоштовним, але кожен учень (їх налічувалося 80) мав пожертвувати на заклад 1 грош. Школа працювала і в роки війни, проте не постійно
1931 р. у Влащинцях проживали 713 осіб, були 210 малих, 7 середніх, 4 великі селянські господарства, 2 промислові підприємства; дві крамниці. 
На 1936 рік село входило до ґміни Вишгородок Кременецького повіту. 
Від 5 квітня 1939 р. в селі діяла чотирикласна початкова школа.
Друга світова та німецько-радянські війни принесли Влащинцям спочатку радянську, а згодом німецьку окупації. У 1942 році з села на примусові роботи до Німеччини було вивезено багато односельчан. Поволі окупаційний режим посилювався. В 1943 році німці спалили 12 хат (зараз вулиця Лісова)
Населення почало вливатися до руху опору та організовувати самооборону. В 1943 році в селі з ініціативи П. Дрозда створили боївку, при якій незабаром з ініціативи бандерівців постала сотня УПА. В травні 1943 року за участю «Крука» відбулося її бойове хрещення. Німецька військова колона прибула до Вишгородка й отаборилася за мурами костелу. Вночі Влащинецька сотня здійснила напад на німецький гарнізон. У бою, який тривав до ранку загинув упівець М. Богачук. Після цього німці ще двічі намагались напасти на Влащинці, але були розбиті повстанцями. На примусові роботи до Німеччини вивезли мешканців села Ганну і Петра Бендерських, Василя Корчевського, Ганну Сидорук, Агафію Турбінську та інших.
На початку березня 1944 року в село прийшли радянські війські, а за ними і загони НКВС. Влащинян О. Дрозда і С. Канюку заарештували. Почалися неймовірний терор і переслідування. На фронт мобілізували 70 чоловік, з них 38 згодом заарештували та заслали в табори. В УПА воювали місцеві жителі Лук’ян Бондюк (1897–1967), два Івани (1920 і 1923 р. н.) Бендерські, Василь Бобик (1911–1944), Микола Богачук (1921–1943), Йосип Денисюк (1923 р. н.), Данило (1919 р. н.), Олександр (1915–1999), Павло (1921 р. н.) і Прокіп (1917 р. н.) Дрозди, Андрій Корчевський (1897–1962), Семен Хом’як (1912–1944); 9 були членами ОУН; троє – зв’язковими; за зв’язки з ОУН і УПА 20 мешканців села вивезено на спецпоселення.
У Червоній армії на фронтах німецько-радянської війни загинули жителі Влащинців Василь Бобик (1905–1944), Володимир (1916–1944) і Карл (1911–1945) Боднаруки, Григорій (1911–1944) і Дем’ян (1920–1944) Гребінчуки, Микола Єпішев (1907–22.07.1944), Андрій (1906–1945) і Никифор (1910–1942) Корчевські, Федір Кривокульський (1900–1944), Павло Ліщук (1910–1944), Леонтій Мельничук (1910–1944), Макар Мовчан (загинув у 1944 р.), Михайло Саланда (1909–1944), Семен Хом’як (1911–1944).
11 чоловіків пропали безвісти.
В 1943 році у с. Влащинці настоятелем церкви Святого Архістратига Михаїла був о. Володимир Брених. Проживав у м. Вишгородок. Брат о. Володимира Зеновій Бриних служив у с. Лопушно. Обидва були прихильниками автокефалії.
Регентом церковного хору була Бендерська Ганна Андріївна (1921-2014), згодом керівником церковного хору стала Мазурок Наталія Миколаївна. Після побудови нового храму в с. Влащинці керівником хору стала Керда Ольга Яківна. Станом на 2025 рік церковний хор очолює Галина Олександрівна Петровська.
У 1946 році у Влащинцях створили сільську раду.Першим головою сільської ради став Пилип Дрозд Однак проіснувала вона недовго, бо село приєднали спочатку до Вербовецької сільської ради, потім до Бережанської, згодом до Вишгородоцької. Вже у грудні 1993 року була відновлена Влащинецька сільська рада. Перший медичний пункт в селі облаштували в 1955 році. А в 1960 році почалося будівництво будинку культури на 200 місць з великою бібліотекою, фоє, кінобудкою.
12 червня 2020 року, відповідно до розпорядження Кабінету Міністрів України № 724-р «Про визначення адміністративних центрів та затвердження територій територіальних громад Тернопільської області» увійшло до складу Лановецької міської громади.
19 липня 2020 року, в результаті адміністративно-територіальної реформи та ліквідації Лановецького району, село увійшло до складу Кременецького району.

## Пам'ятки
- Церква св. Архістратига Михаїла (1779; дерев'яна)
- Церква Святого Архістратига Михаїла (2008; кам'яна)
- Капличка
- Споруджено пам'ятник воїнам-односельцям, полеглим у німецько-радянській війні (1985)

## Відомі люди

### Народилися
- О. Дрозд, С. Канюк, М. Богачук, М. Гребінчук, М.Бендерський, А. Дармограй, В. Коберник — учасники Другої світової війни;
- Коберник  Ганна Василівна – дитина війни, педагог, кандидат економічних наук, громадська діячка. Народилася 11.01.1929 р., с. Влащинці, Ланівецький район, Тернопільська область. Закінчила Київський держуніверситет. Працювала лаборантом Тернопільського пивзаводу, учителем початкових класів, завідувачем шкільного відділу, другим секретарем Лановецького РК ЛКСМУ, викладачем  кооперативного технікуму, у Чернівецькому медінституті, Київському торгово-економічному інституті, Чернівецькому університеті.  Автор 37 наукових праць, 4 монографій. Була членом Чернівецького міськкому Соцпартії України. Нагороджена медаллю «За доблесну працю». Померла, 2020 р., м. Чернівці. Юхим Гусар.
- Сокотов Юрій Вікторович — (нар. 21.04.1978, с. Влащинці) визначний український педагог і науковець, кандидат педагогічних наук, доцент. Фахівець у галузі професійно-технічної освіти, автор численних наукових праць, присвячених підготовці майбутніх фахівців технологічної галузі. Багато років працює в Тернопільському національному педагогічному університеті, активно впроваджує інноваційні методи навчання та сучасні технології у підготовку педагогів. Його внесок у розвиток освіти відзначається високим професіоналізмом, відданістю справі та глибокими науковими знаннями.

	*Джерела: Таке не забувається [спогад В. Г. Коберник] //  Обпалені душі і серця. Діти війни Буковини: долі людські. – Чернівці : Місто, 2009. – С. 94-96.

### Працювали
- В. Брених і М. Пиріг — священники

## Соціальна сфера
У селі діяли:
- Влащинецька ЗОШ І ступ;
- Дошкільний заклад;
- Бібліотека;

Станом на 2025 рік у селі діють:
- ФАП;
- Торговельний заклад;
- Будинок культури.

## Галерея

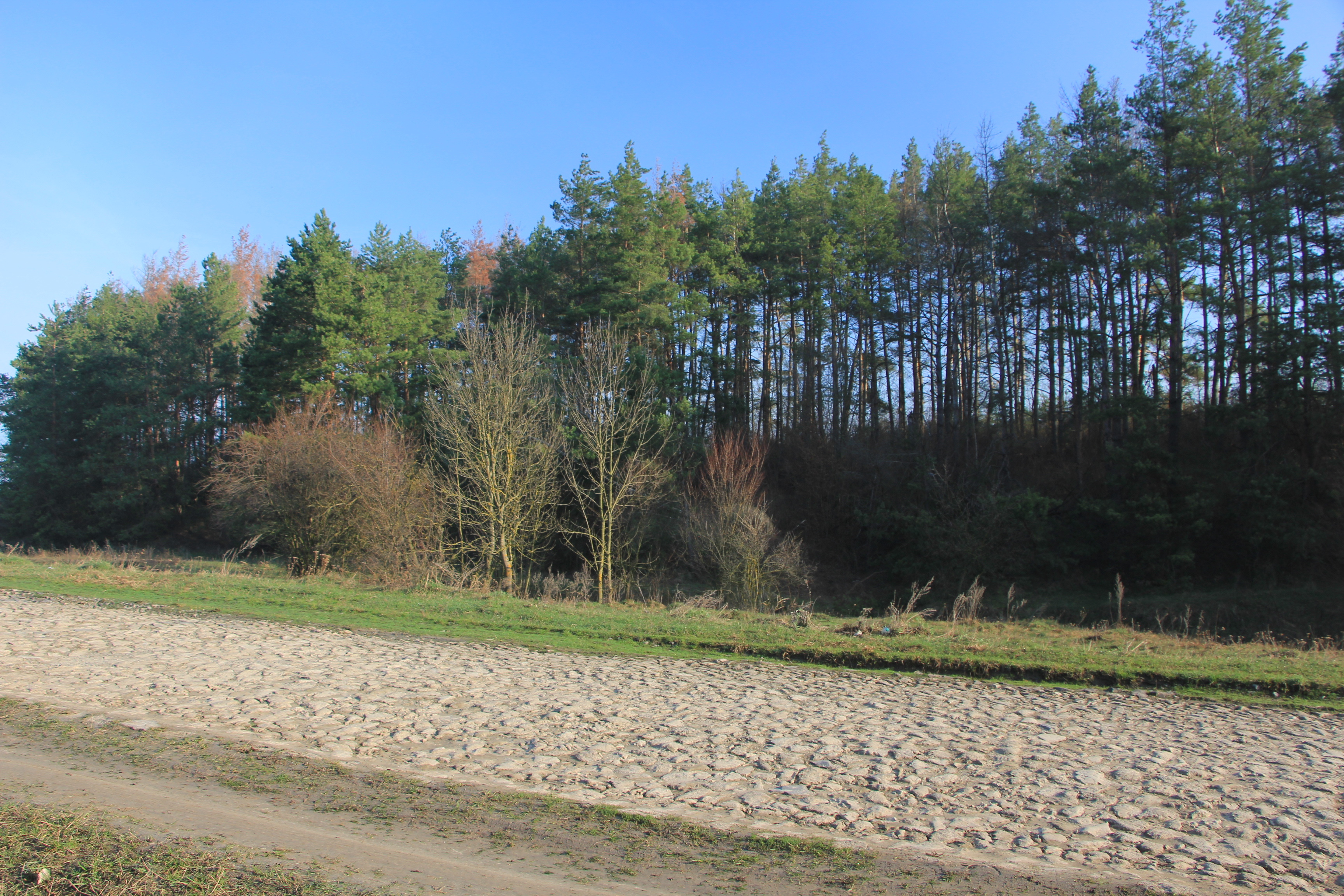
Вимощена каменем дорога до села
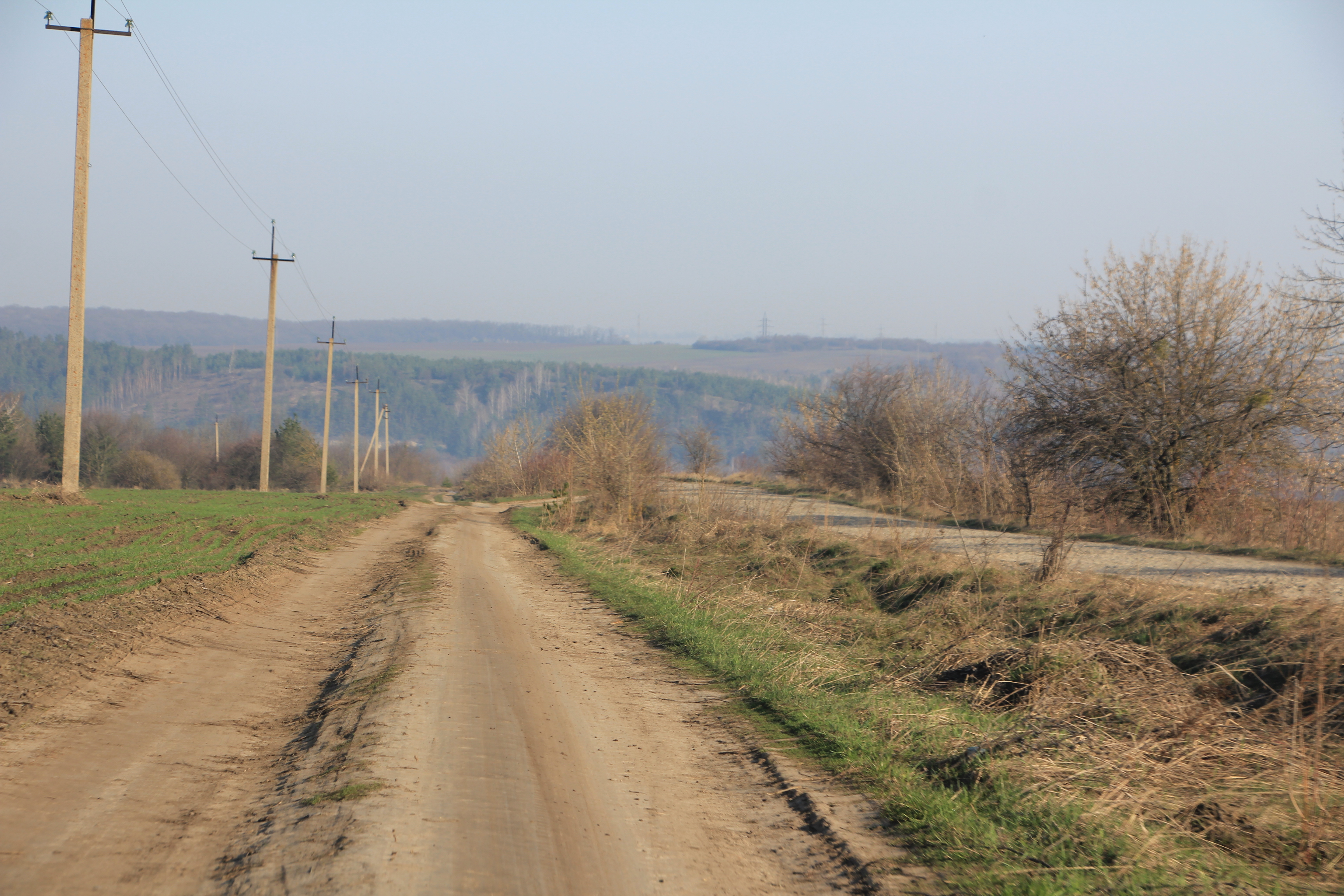
Пейзаж при в'їзді у Влащинці
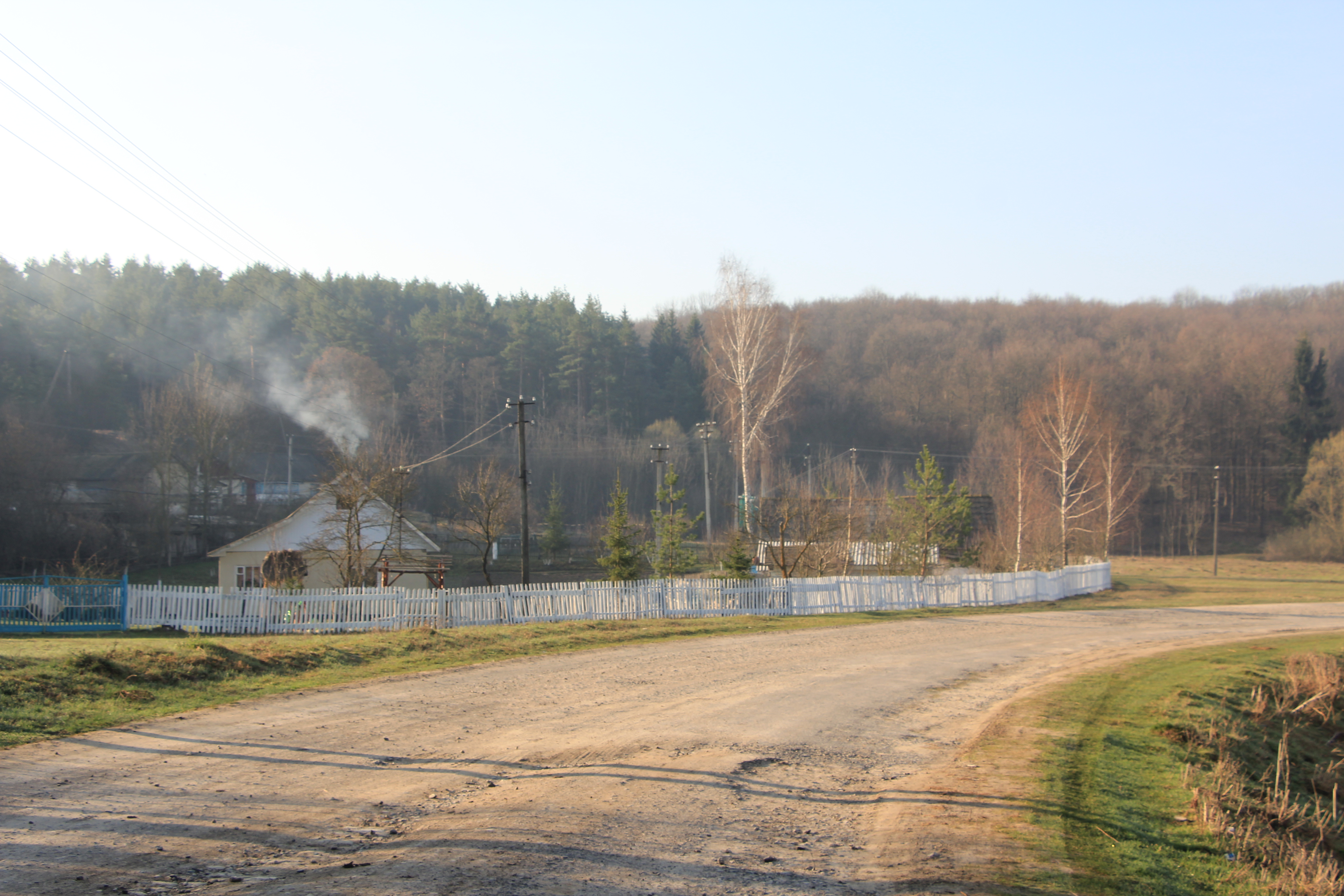
Хутір перед селом
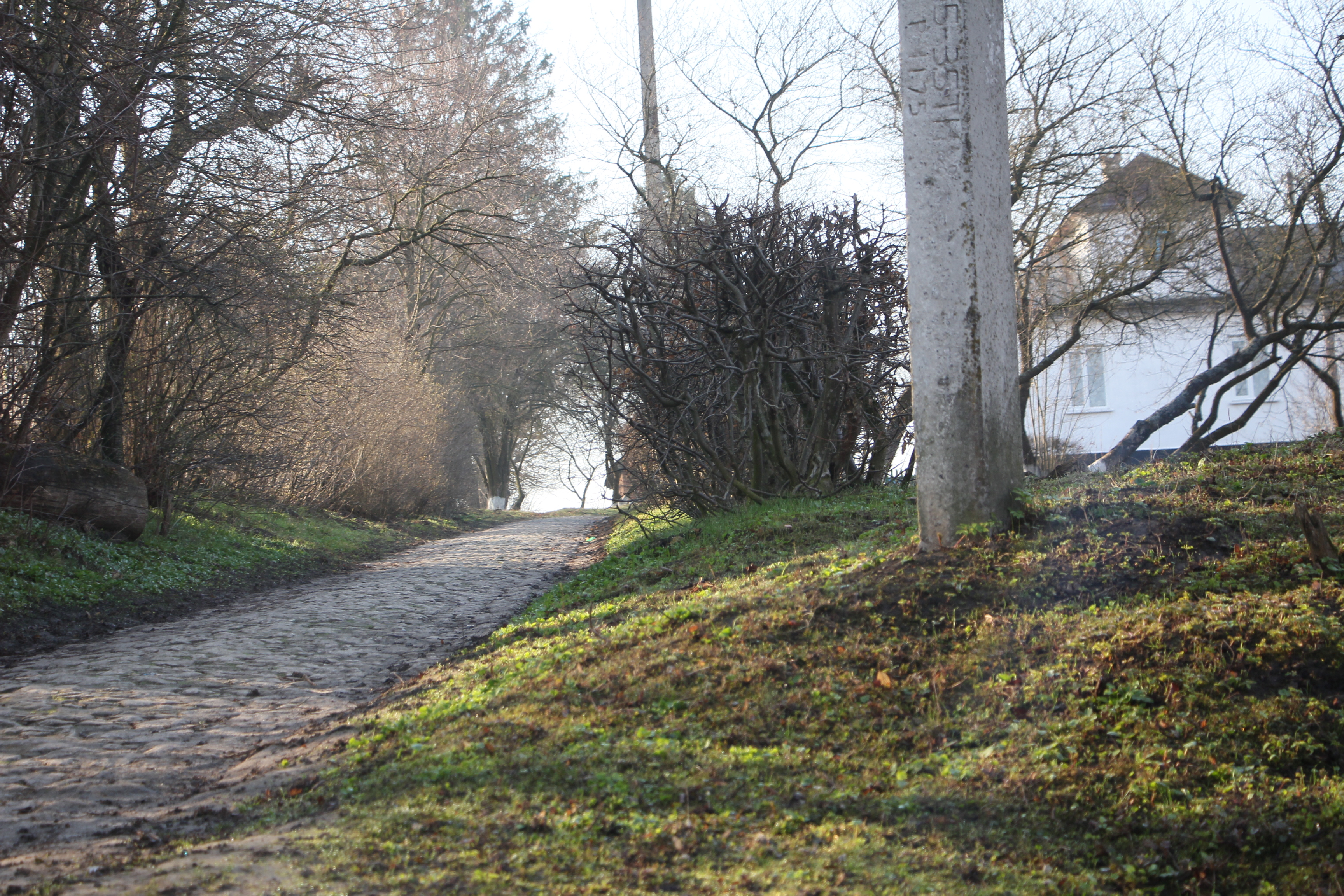
Вимощена каменем вулиця до сільської школи
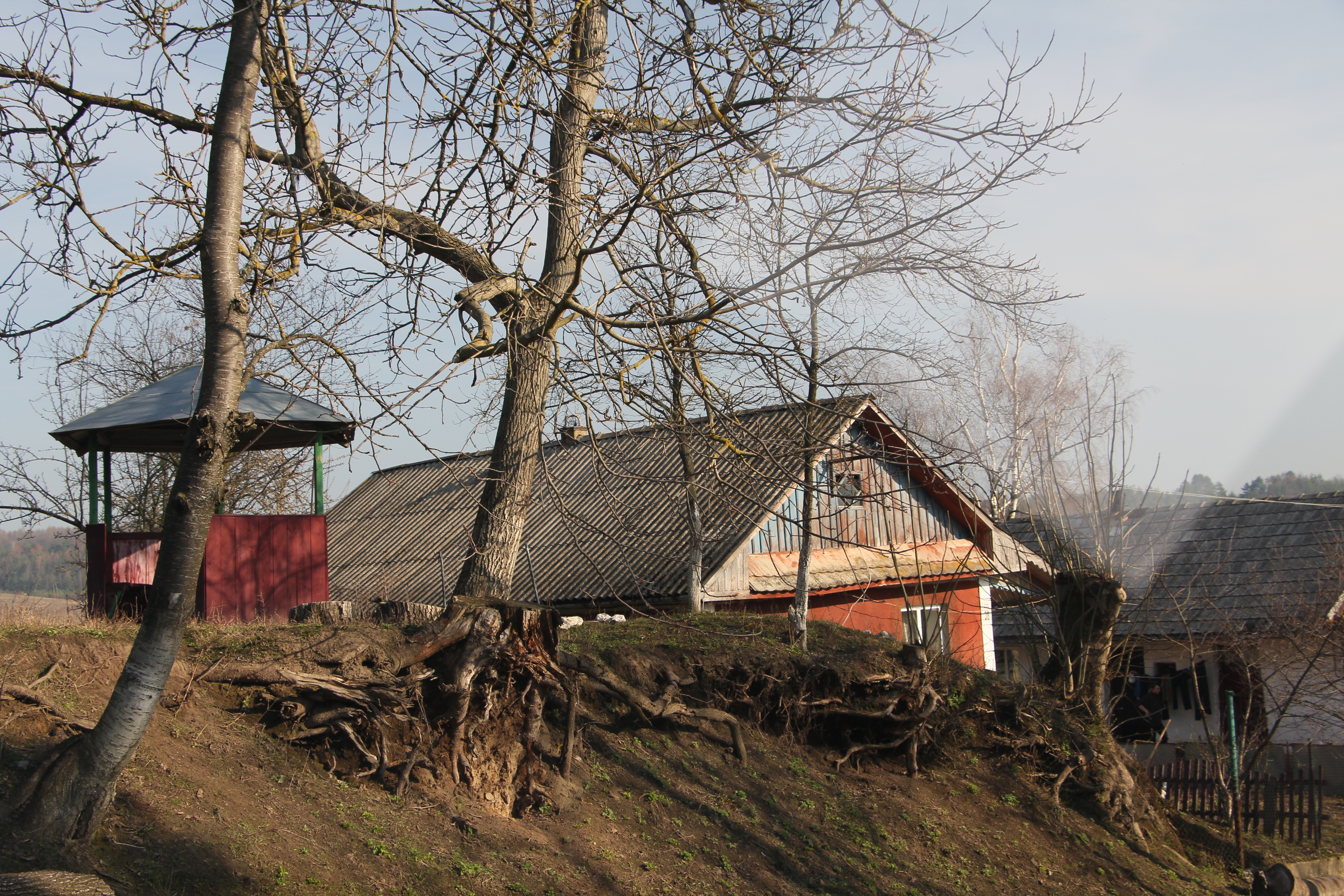
Хата в селі
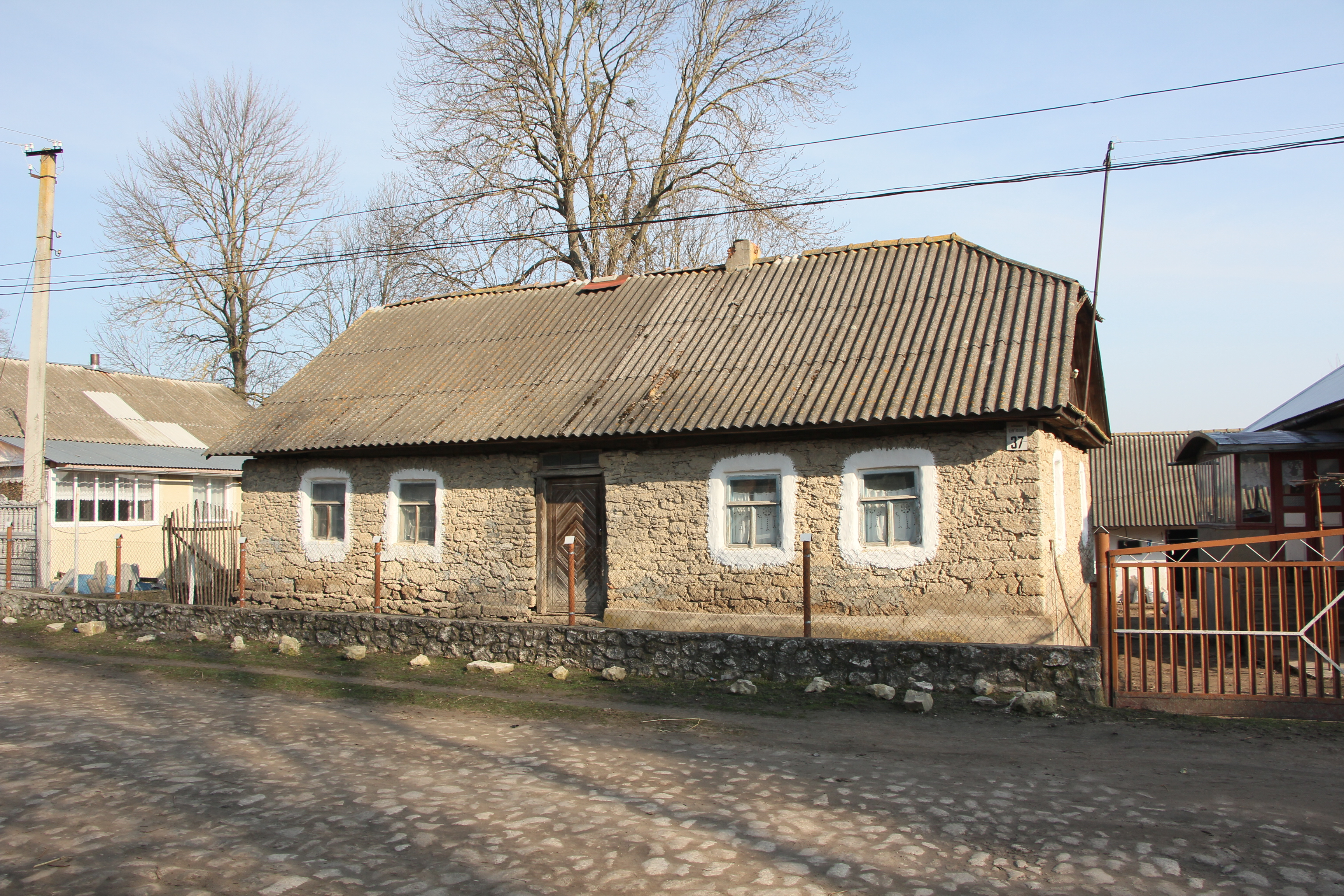
Стара кам'яна хата в селі
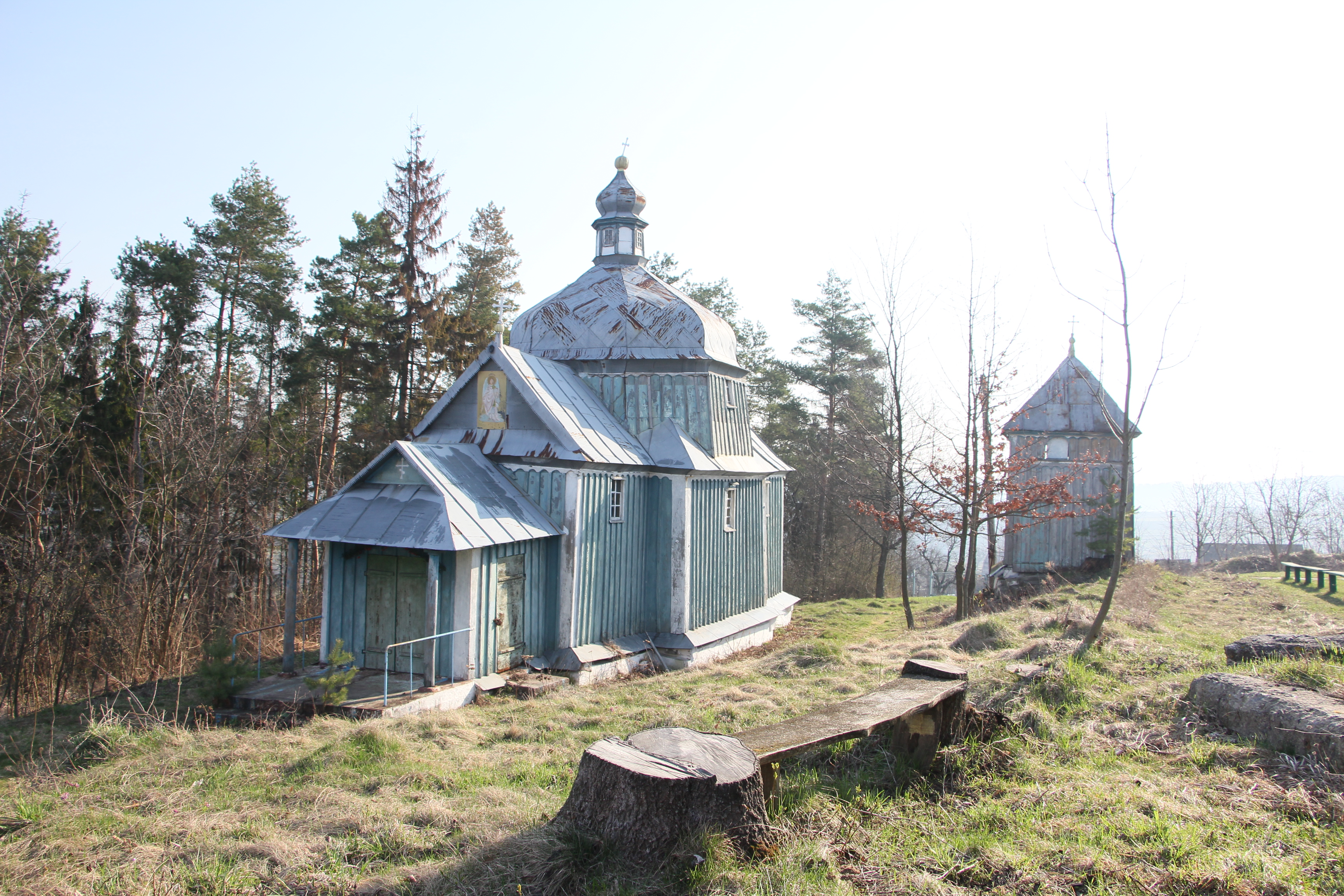
Дерев'яна церква (1817)
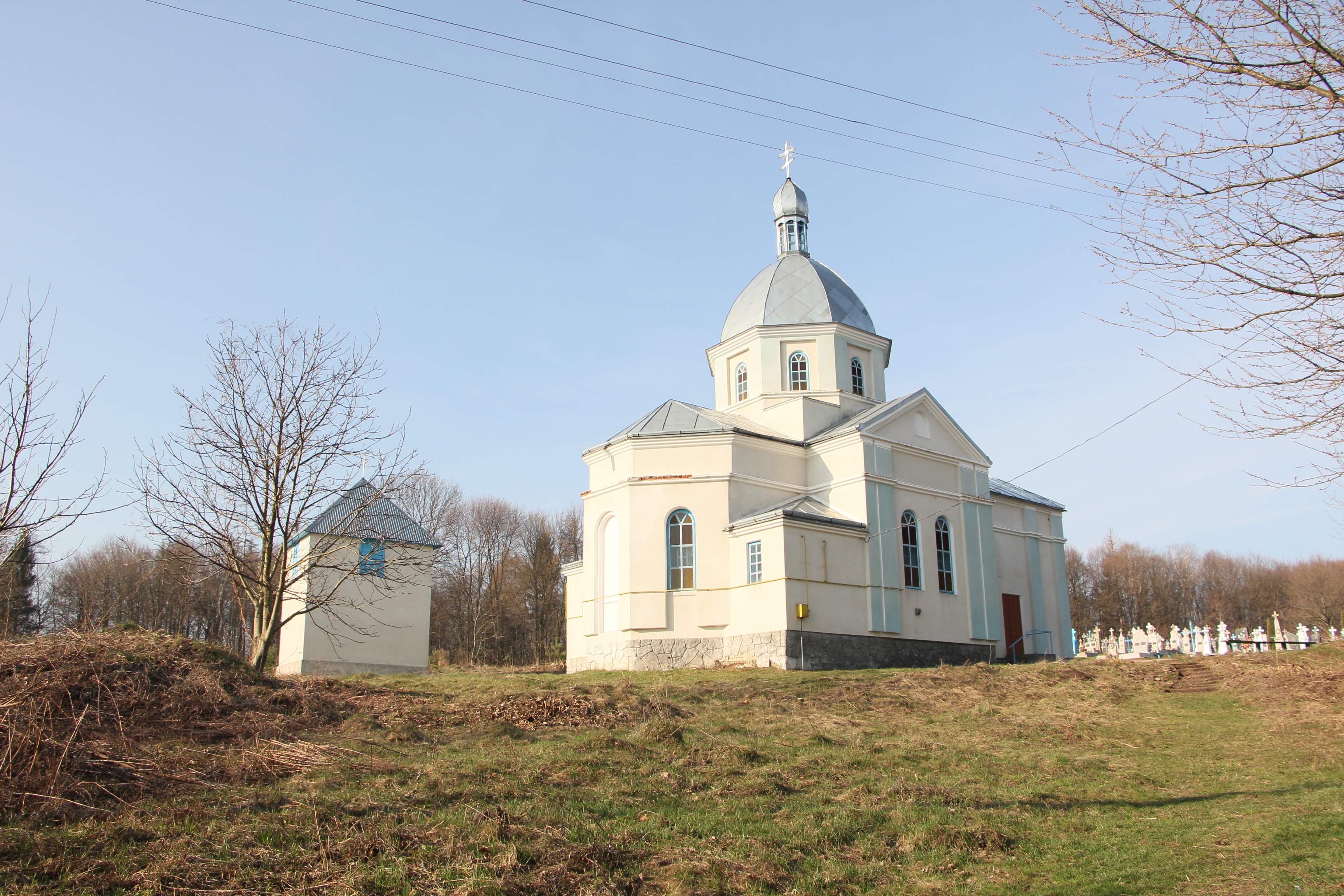
Мурована церква (2008)
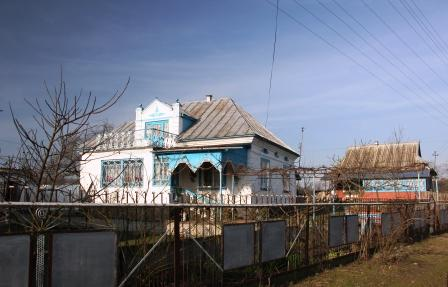
Будинки в селі
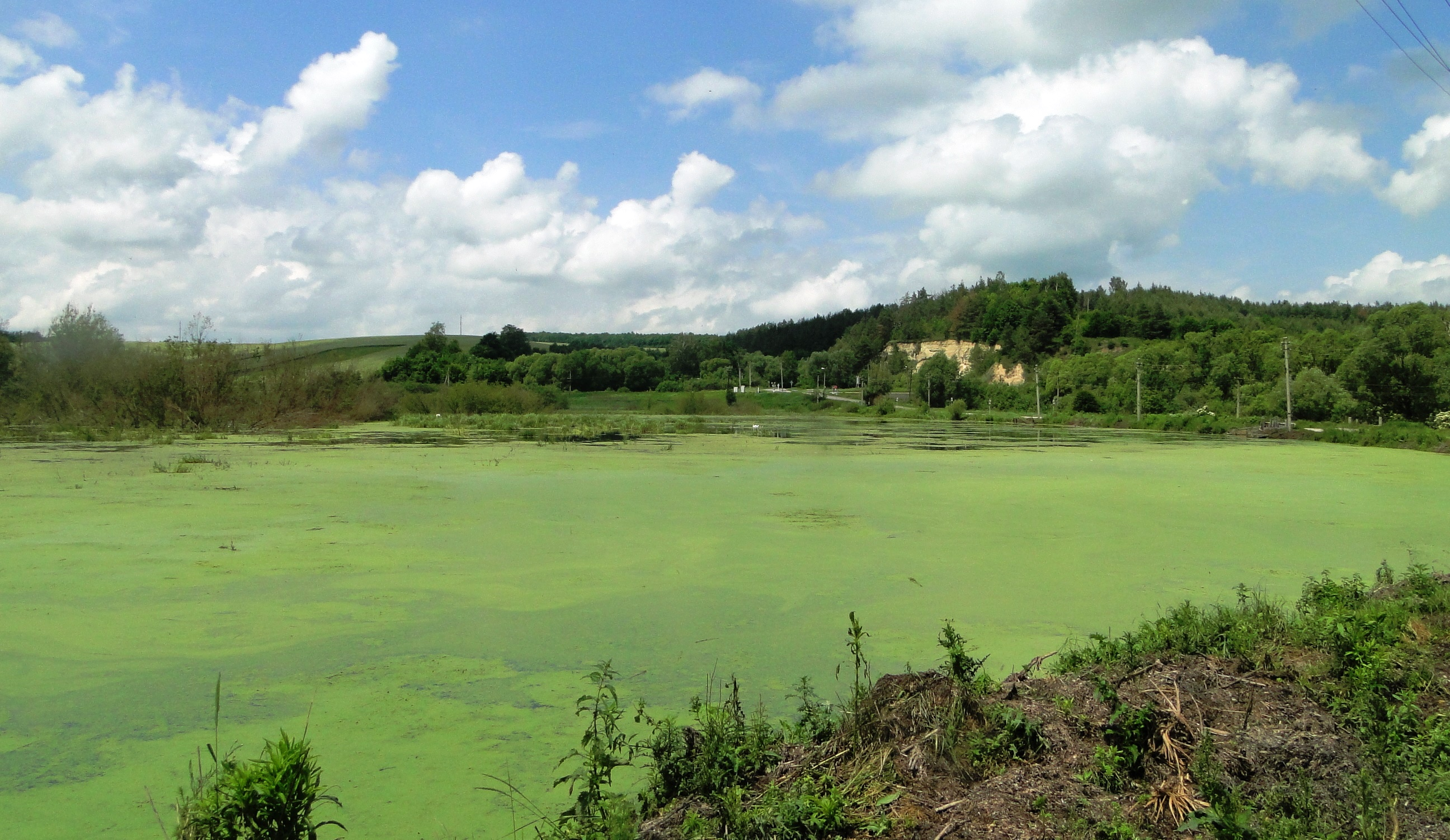
Заплава р. Жирак